# Stará Ľubovňa
Stára Ľubovňa (en allemand : (Alt-)Lublau ; en hongrois : Ólubló ; en polonais : Lubowla ; en latin Lublovia) est une ville du district de Stará Ľubovňa, dans la région de Prešov, en Slovaquie. Sa population s'élevait à 16 359 habitants en 2013.

## Histoire
La plus ancienne mention de Stará Ľubovňa remonte à 1292 (Libenow). La localité se trouve dans la région historique de Spiš. C'est dans cette ville qu'a été signé en 1412 le traité de Lubowla.

## Démographie

### Évolution de la population
| Année:               | 1994.  | 2004.   | 2014.   | 2024.   |
| -------------------- | ------ | ------- | ------- | ------- |
| Nombre de personnes: | 15 447 | 16 348  | 16 366  | 15 599  |
| Différence:          |        | +5,83 % | +0,11 % | -4,68 % |

| Année:               | 2023.  | 2024.   |
| -------------------- | ------ | ------- |
| Nombre de personnes: | 15 628 | 15 599  |
| Différence:          |        | -0,18 % |

## Personnalité
- Marián Hossa, joueur de hockey.